# Kahone
Kahone ist eine Stadt im Département Kaolack der Region Kaolack, gelegen im zentralen Senegal. Kahone war die Hauptstadt des westafrikanischen Königreichs von Saloum. 

## Geographische Lage
Kahone liegt rund fünf Kilometer östlich der Regionalpräfektur Kaolack am rechten nördlichen Ufer des Saloum, der hier unter Gezeiteneinfluss mit Schwemmland- und Inselbildung in einer Breite von bis zu sechs Kilometer nach Westen mäandriert.

## Bevölkerung
Nach den letzten Volkszählungen hat sich die Einwohnerzahl der Stadt wie folgt entwickelt:
| Jahr | Einwohner |
| ---- | --------- |
| 1988 | ...       |
| 2002 | 5.405     |
| 2013 | 14.231    |

## Geschichte
Kahone war im frühen 16. Jahrhundert ein zentraler Marktplatz, der um einen heiligen Baum herum entstand. Im 17. und 18. Jahrhundert bestand der Ort aus einer Reihe von verschiedenen Nachbarstämmen, die um sich herum weites, offenes Feld hatten. Die langsam wachsende Bevölkerung wurde zunehmend muslimisch und die traditionelle Religion, die ihre Riten auf der gegenüberliegenden Insel Kouyong abhielt, verschwand.
Noch heute ist es der Residenzsitz des Königs Mbaye Badiane I.

## Verkehr
Kahone liegt an der Nationalstraße N 1, die hier in einigem Abstand dem rechten nördlichen Ufer des Saloum folgt. Die N1 verbindet Dakar, Mbour und Fatick im Westen mit Kaffrine und Tambacounda im Osten und führt und weiter bei Kidira über die malische Grenze nach Kayes. 
An der N1, zwischen Kahone und Kaolack am südwestlichen Stadtrand liegt der Flugplatz dieser Region, der Flugplatz Kaolack.